# Millionprogrammet
Millionprogrammet (svensk: miljonprogrammet) er den folkelige betegnelse for det omfattende boligbyggeri i Sverige fra 1965 til 1974. Målet var at bygge en million lejligheder i løbet af perioden, for at løse den akutte boligkrise i slutningen af 1950'erne og begyndelsen af 1960'erne.

## Baggrund
I 1950'erne og begyndelsen af 1960'erne var der akut boligmangel i Sverige. Årsagen var først og fremmest at der ikke fandtes tilstrækkelig med lejligheder til den hurtigtvoksende befolkning, dels fordi den generelle svenske boligstandard var lav, med mange trange og nedslidte boliger. I 1964 besluttede Riksdagen at der skulle bygges en million lejligheder frem til og med 1974, så det en gang for alle skulle være slut med boligkrisen.
Målet blev nået, 1.006.000 boliger blev bygget, og Sveriges udseende var ændret for altid. Nettoresultatet var en øgning i Sveriges boligmasse på 650.000 nye lejligheder og huse, med en generel kvalitetsstigning.

## Design
De nye boligområder i millionprogrammet var inspireret af tidlige forstadsprojekter som Vällingby og Årsta. I udviklingen af de nye områder blev der lagt vægt på at have et bredt tjenestetilbud, med skoler, børnehaver, kirker, offentlige pladser, bibliotek etc.

## Kritik
Selv om programmet opnåede at skabe en million boliger, har mange efterfølgende kritiseret udførelsen. Den almindeligste kritik går ud på at projektet skabte "mange grimme betonbygninger" som ødelagde bylandskabet.[kilde mangler] Blot 16 procent af bygningerne har beton på facaden, og næsten halvdelen blev bygget som enfamilieboliger, men udtrykket "millionprogrammet" forbindes i dag af mange med de såkaldte "betonforstæder".[kilde mangler] De to kendte forstæder Rinkeby (i Stockholm) og Angered (i Göteborg) blev begge bygget som en del af programmet, og er blevet symboler på denne epoke.
Nogle velkendte millionprogramdistrikter:
- Rinkeby i Stockholm
- Angered i Göteborg
- Rosengård i Malmö
- Jordbro i Haninge, Stockholm
- Ryd i Linköping

## Eksterne links
- Vår bostad: Miljonprogrammet – Bättre än sitt rykte Arkiveret 28. februar 2007 hos  Wayback Machine
- Mikael Askergren: Betongturism